# カショウクズマメ
カショウクズマメ（火焼屑豆、学名：Mucuna membranacea）はマメ科トビカズラ属のつる性木本。別名ハネミノモダマ。

## 特徴
葉は3出複葉でワニグチモダマに似るが、葉面や小葉柄に毛が多い。小葉は10–15 cm。花は旗弁も暗紫色でよく目立つ。豆果は長さ4–7 cmで、くびれず楕円形で扁平、縫合線の両側に翼が、表面に迷路のような深い溝が多数あり、褐色の剛毛が密生する。種子は径約2 cmのほぼ円形で、海流散布される。若葉は多毛で後まで葉の両面に残り、小葉柄にも毛が多く、豆果の表面に独特の隆起線がある点でワニグチモダマやウジルカンダと異なる。

## 分布と生育環境
石垣島、小浜島、西表島、与那国島。低地～山地の道端や林縁で、他の木や電柱によく巻き付いている。八重山列島の他に台湾の蘭嶼及び緑島にも分布し、和名は緑島の旧名（火焼島）にちなむ。

## ギャラリー

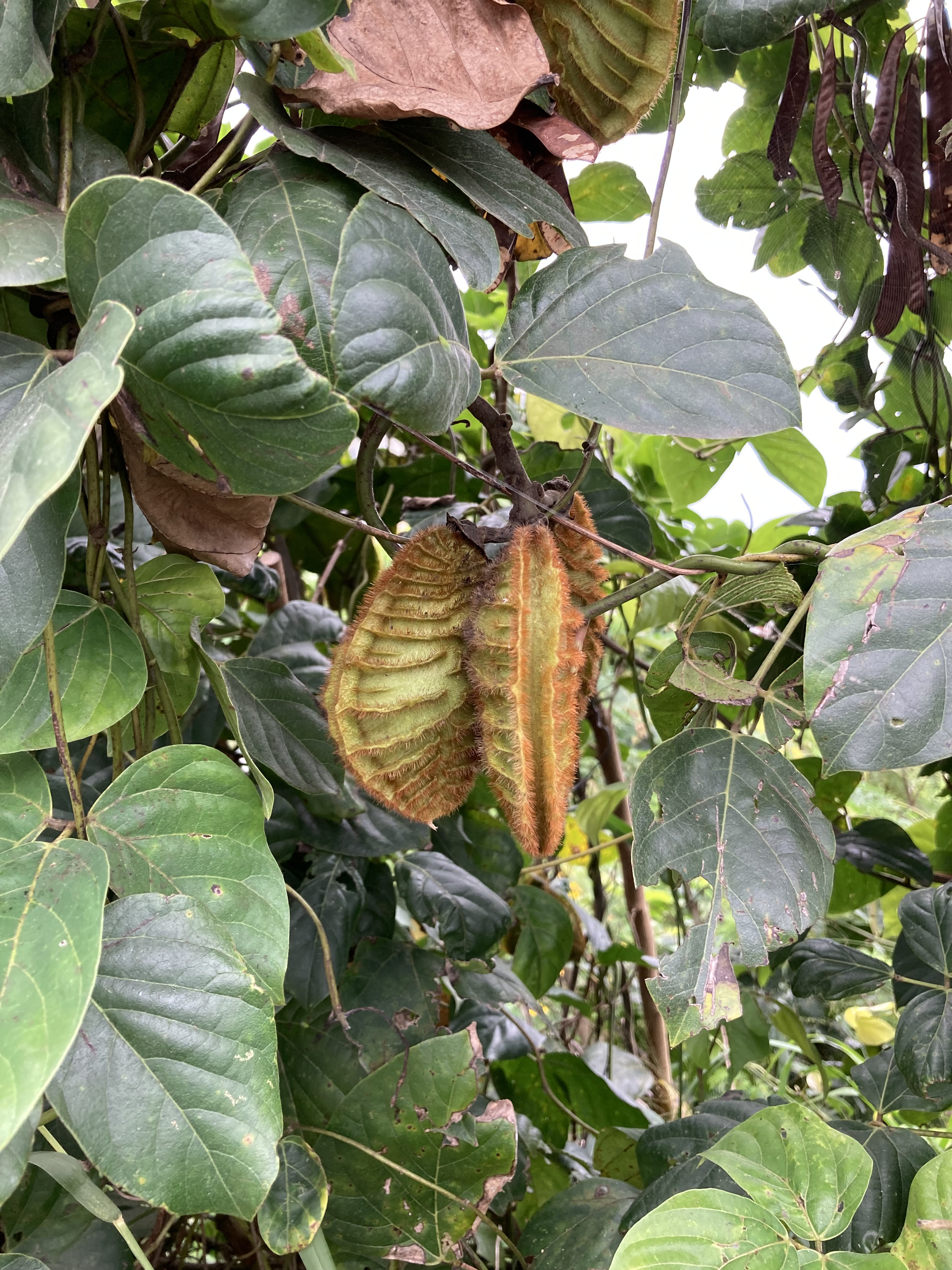
豆果
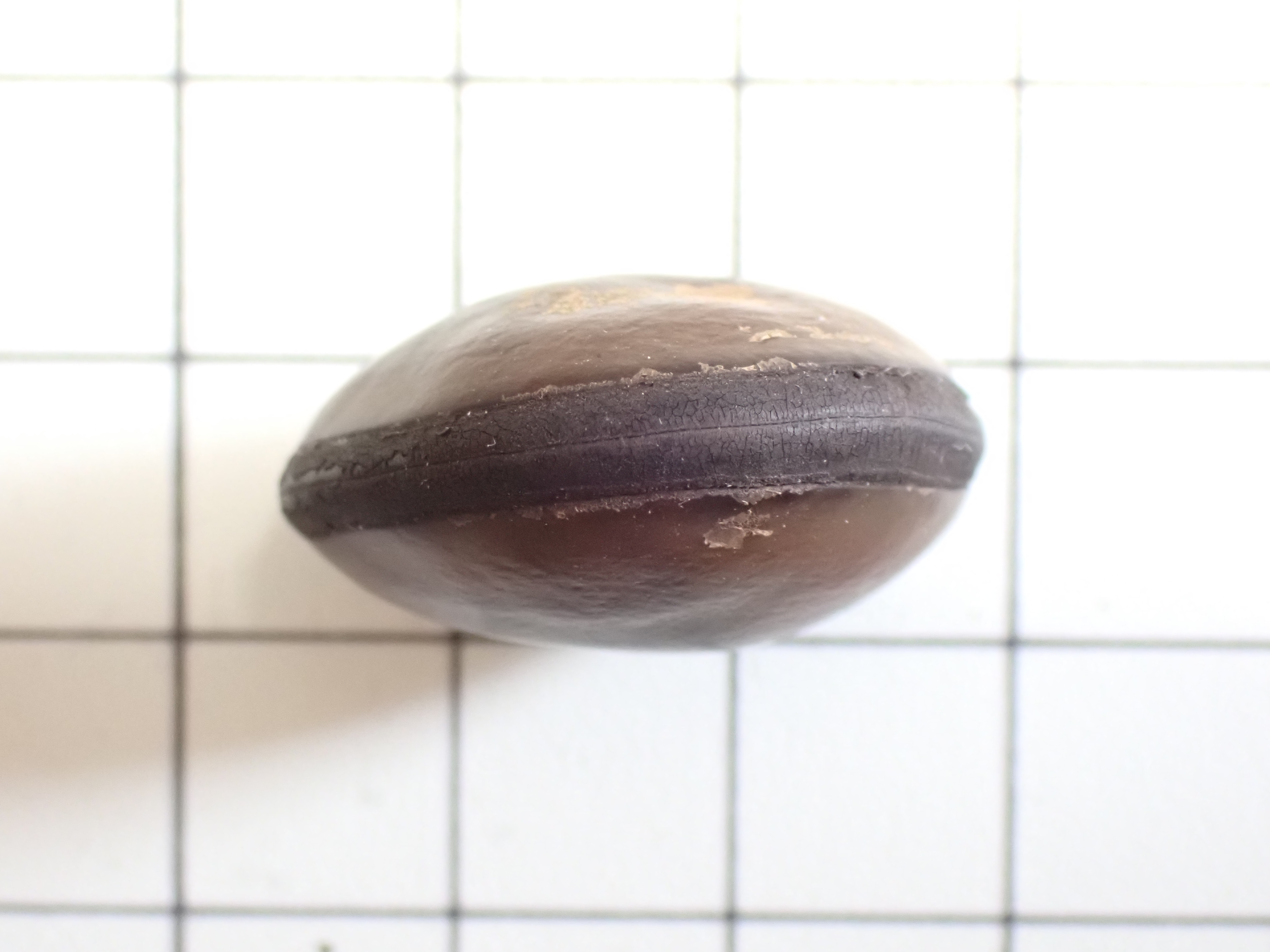
種子側面（背景は1 cm方眼）
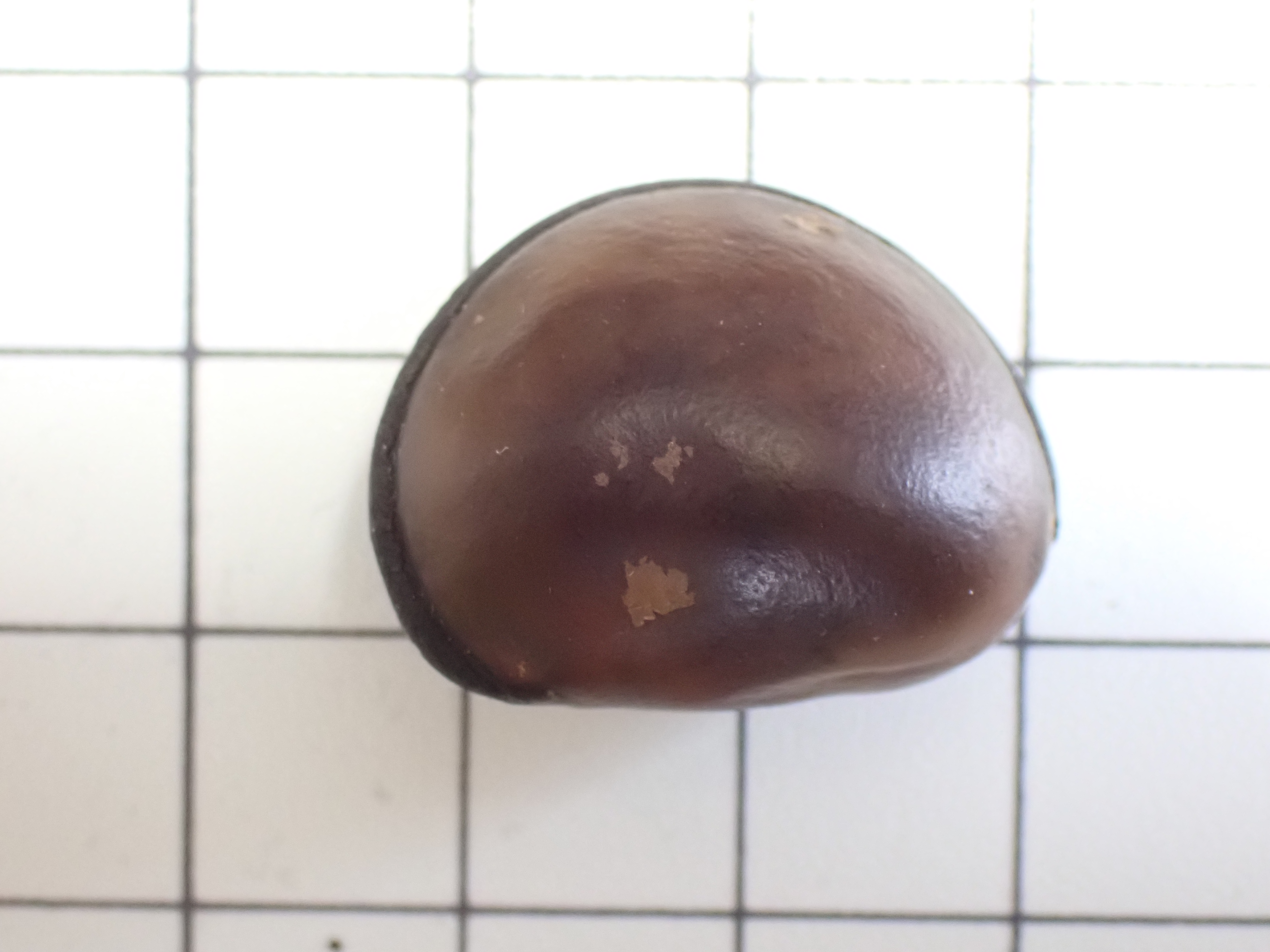
種子表面（背景は1 cm方眼）